# Joyce Chepkirui
Joyce Chepkirui (* 20. August 1988) ist eine ehemalige kenianische Mittel- und Langstreckenläuferin.

## Leben
Chepkirui wuchs in Kericho auf. Sie hat zwei Schwestern und drei Brüder. Ihre als Farmer tätigen Eltern, ehemalige 10.000-Meter-Läufer, führten sie an den Laufsport heran. 2009 heiratete Chepkirui den Halbmarathonläufer Erick Kibet (* 1980), der sie ab dem Folgejahr trainierte. Sie leben in Iten (Stand 2014), wo sich ein bedeutendes Leichtathletik-Trainingszentrum befindet.

## Sportlicher Werdegang
2009 gewann Chepkirui den Motril-Halbmarathon und den Córdoba-Almodóvar-Halbmarathon. Im Jahr darauf siegte sie unter anderem beim Granollers-Halbmarathon. Bei den Halbmarathon-Weltmeisterschaften in Nanning wurde sie Fünfte und gewann mit der kenianischen Mannschaft Gold.
2011 gewann sie den Lago-Maggiore-Halbmarathon und wurde Fünfte beim Prag-Halbmarathon. Danach siegte sie beim Göteborgsvarvet, beim Bogotá-Halbmarathon und beim Tilburg Ladies Run mit der Weltjahresbestzeit über 10 km. Bei den Panafrikanischen Spielen in Maputo holte sie Silber über 1500 Meter.
2012 wurde sie Zweite beim World’s Best 10K. Im März wurde sie Afrikameisterin im Crosslauf und stellte beim Prag-Halbmarathon einen Streckenrekord auf (67:03 min). Bei den Leichtathletik-Afrikameisterschaften 2014 in Marrakesch gewann sie die Goldmedaille im 10.000-Meter-Lauf. 

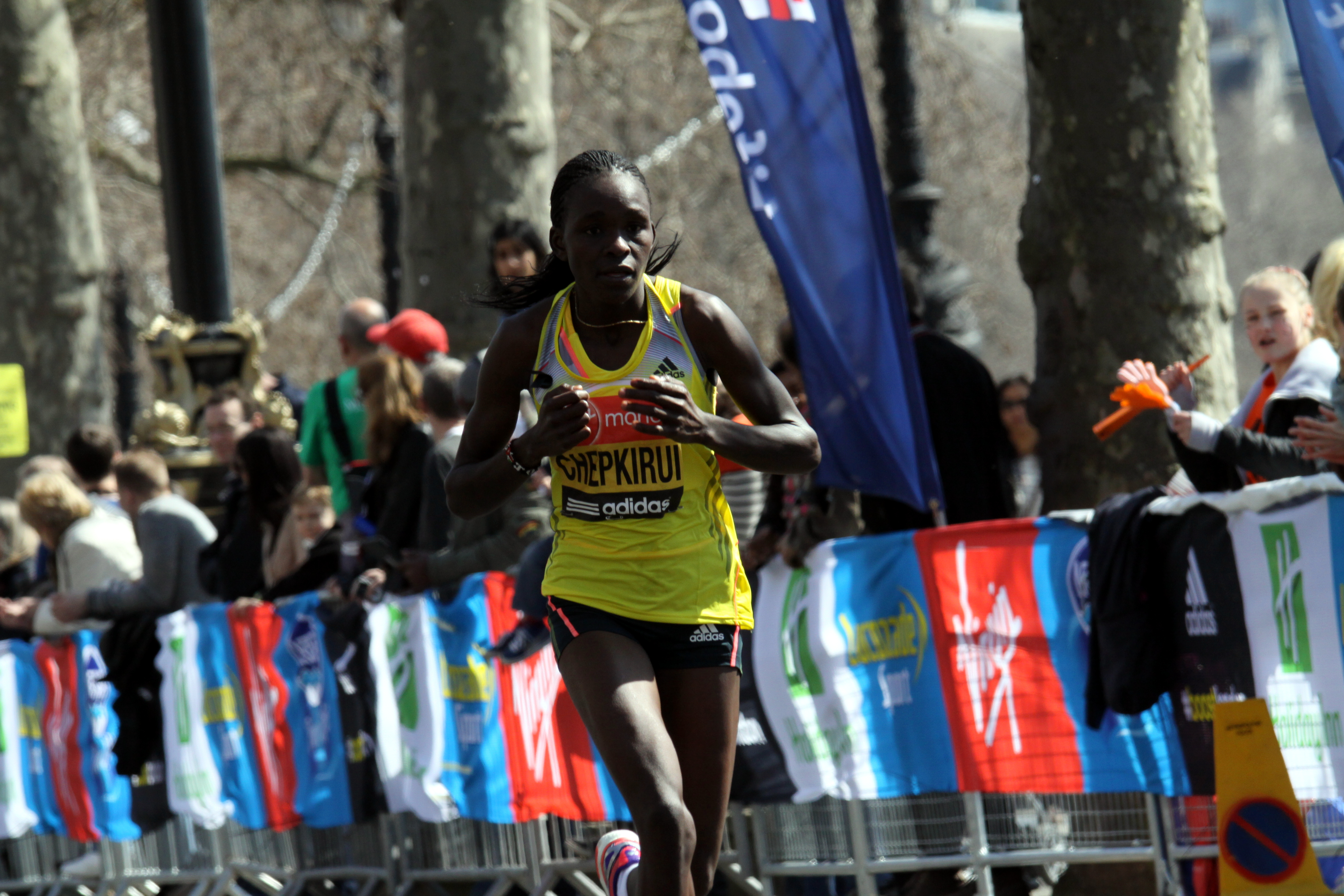
Joyce Chepkirui im London-Marathon 2013

2013 hatte Chepkirui ihr Marathon-Debüt beim London-Marathon, wo sie Rang 15 erreichte. 2014 und 2015 war sie mit 2:28:34 bzw. 2:30:23 h die schnellste Läuferin beim Honolulu-Marathon. Am 18. Oktober 2015 gewann sie den Amsterdam-Marathon in 2:24:11 h.
Im Juli 2019 wurde die damals 30-Jährige von der unabhängigen Integritätskommission AIU des Leichtathletik-Weltverbandes IAAF wegen Verstößen gegen die Anti-Doping-Regeln vorläufig suspendiert.

## Persönliche Bestzeiten
- 1500 m: 4:08,80 min, 16. Juli 2011, Nairobi
- 10.000 m: 31:26,10 min, 10. Dezember 2011, Melbourne
- 10-km-Straßenlauf: 30:38 min, 4. September 2011, Tilburg
- Halbmarathon: 1:06:19 h, 5. April 2014, Prag
- Marathon: 2:24:11 h, 18. Oktober 2015, Amsterdam